# NGC 2892
NGC 2892 (również PGC 27111 lub UGC 5073) – galaktyka eliptyczna (E), znajdująca się w gwiazdozbiorze Wielkiej Niedźwiedzicy. Odkrył ją Lewis A. Swift 11 maja 1885 roku.